# Rainer Wachenbrunner
Rainer Wachenbrunner (* 11. Januar 1962 in Geba) ist ein ehemaliger deutscher Langstreckenläufer.

## Leben
1988 wurde er in Eisenhüttenstadt Marathon-Meister der DDR. Seine Bestzeit über diese Distanz stellte er mit 2:12:02 h als Achter des London-Marathons 1990 auf; damit belegt er in der ewigen deutschen Bestenliste Platz 14 (Stand Mai 2007).
Auch im wiedervereinigten Deutschland holte er nationale Meistertitel: 1991 im 25-km-Straßenlauf, 1993 im 5000-Meter-Lauf, 1992 und 1999 im Crosslauf auf der Langdistanz und 1998 im Crosslauf auf der Kurzdistanz. Außerdem siegte er 1995 beim Hannover-Marathon und 1998 beim Baden-Marathon auf der Halbmarathon-Distanz.
In verschiedenen Straßenlauf-Distanzen steht er weit vorne in den ewigen deutschen Bestenlisten. Seine Siegerzeit bei den 25 km von Berlin 1992 (1:15:21 h) ist die schnellste eines Deutschen auf einer exakt vermessenen Strecke. Sowohl über 10 km (28:38 min) wie auch im Halbmarathon (1:01:50 h als Dritter des Berliner Halbmarathons 1992) ist er der bislang viertschnellste Deutsche.
1993 wurde er Neunter bei den Halbmarathon-Weltmeisterschaften. Beim in der Mittagshitze gestarteten Marathon der Leichtathletik-Weltmeisterschaften 1995 in Göteborg gab er nach 25 Kilometern auf.